# 伍文煥
伍文煥（1562年—？），字在中，號象明，四川敘州府富順縣民籍宜賓縣人，明朝政治人物。

## 生平
由學生中式萬曆十三年（1585年）乙酉科四川鄉試第六名舉人，萬曆十四年丙戌科會試二百九十八名，第三甲第二百四十七名進士。兵部觀政，十五年八月授江西東鄉縣知縣，二十一年選授南京户科給事中，二十二年十二月疏救浙江巡按彭應參、刑科給事中喬胤，罰俸八月。萬曆二十三年（1595年）冬，神宗因事遷怒科道官員，給事中耿隨龍、鄒廷彥、黎道炤、孫羽侯、黃運泰、毛一公，御史李宗延、顧際明、袁可立、綦才、吳禮嘉、王有功、李本固，南京給事中伍文煥、費必興、盧大中，御史柳佐、聶應科、李文熙十九人俱調，其餘停俸一年。

## 家族
曾祖父伍禮，祖伍事修，父伍枝芳，母李氏。嚴侍下。